# Стабулниекская волость
Стабулниекская волость (латыш. Stabulnieku pagasts) — одна из пятнадцати территориальных единиц Прейльского края Латвии. Находится в северо-западной части края. Граничит с Силюкалнской, Саунской, Галенской и Риебинской волостями своего края.
Крупнейшими населёнными пунктами волости являются сёла: Стабулниеки (волостной центр), Полкорона, Пастари, Угайни-Пудули.
Стабулниекскую волость пересекает автодорога Р58 Виляны — Прейли — Шпоги.
По территории волости протекают реки Оша и Сауна.

## История
В 1945 году в Галенской волости Резекненского уезда был создан Стабулниекский сельский совет. После отмены в 1949 году волостного деления Стабулниекский сельский совет входил в состав Прейльского района.
В 1954 году территория Стабулниекского сельсовета была присоединена к Галенскому сельсовету. В 1973 году территория колхоза им. Кирова была поделена между Галенским и вновь созданным Стабулниекским сельскими советами.
В 1990 году Стабулниекский сельсовет был реорганизован в волость. В 2004 году Стабулниекская волость, вместе с пятью другими волостями Прейльского района, вошла в состав новообразованного Риебинского края.
В 2021 году в результате новой административно-территориальной реформы Риебинский край был упразднён, Стабулниекская волость вошла в состав Прейльского края.